# Arnhemita
L'arnhemita és un mineral fosfat que no ha estat reconegut oficialment per la IMA. Cristal·litza en el sistema hexagonal i la seva fórmula és (K,Na)₄Mg₂(P₂O₇)₂ · 5H₂O. Es forma per hidratació de l'escòria formada per la combustió del guano de ratpenat a la cova Arnhem (Namíbia); també s'ha descrit a l'Aràbia Saudita.
Segons la classificació de Nickel-Strunz, l'arnhemita a "08.FC - Polifosfats, poliarsenats i [4]-polivanadats, només amb H₂O» juntament amb els següents minerals: fianelita, pintadoïta, canafita, wooldridgeïta i kanonerovita.